# Narodi svijeta Ć
Narodi Svijeta Ć
Ćeklići,  crnogorsko pleme
Ćići, ostali nazivi: Ćiribirci, Istrorumunji.
- Lokacija: Istarska županija, Hrvatska. Sela: Žejane, Šušnjevica, i još nekoliko.
- Jezik/porijeklo: istrorumunjski, porijeklom od starih Morlaka, ogranak Vlaha, romanska grupa naroda. Dijelom kroatizirani.
- Populacija (2007):
- Vanjske poveznice: